# Alice Hellemans
Alice Rosalia Hellemans (Kontich, 19 februari 1920 - Mortsel, 18 januari 2009) was een Belgisch bestuurder en politica voor de CVP.

## Levensloop
Hellemans behaalde een diploma regentes handelswetenschappen aan het Onze-Lieve-Vrouw-Instituut te Gent en was actief als provinciaal leidster van de VKBMJ. Vanuit deze hoedanigheid zetelde ze in de Nationale Jeugdraad. Professioneel was ze werkzaam in het onderwijs.
In 1952 werd ze aangesteld als adjunct-algemeen secretaris van de CVP en tevens als verantwoordelijke van de vrouwenwerking. In 1967 werd ze vervolgens aangesteld als algemeen secretaris van deze partij en van 1971 tot 1985 was ze er administratief directeur.
Bij de gemeenteraadsverkiezingen van 1970 werd ze verkozen tot gemeenteraadslid in Kontich en trad er toe tot het schepencollege. Als schepen was ze bevoegd voor financiën, handel en onderwijs, een functie die ze uitoefende tot 31 december 1976. In 1974 werd ze daarnaast verkozen tot Antwerps provincieraadslid, een functie die ze uitoefende tot 1985. Van 22 december 1978 tot 1984 was ze er tevens quaestor.
Na haar pensionering werd Hellemans actief lid van de Koninklijke Kring voor Heemkunde Kontich. Ze overleed in het A.Z. Sint-Jozef te Mortsel.